# いすゞ・ユニキャブ
ユニキャブ(UNICAB)は、1967年（昭和42年）から1974年（昭和49年）までいすゞ自動車より発売された小型貨物自動車である。

## 概要
1966年（昭和41年）の東京モーターショーに出品され、翌1967年7月13日に発売された。車両本体価格は49万5,000円であった。
ジープの雰囲気を取り入れたFR車であり、前後サスペンションは同社の小型トラック「ワスプ」から、エンジンは同社の乗用車「ベレット」用の1.3 L G130型からの流用であった。後期型では、ベレットおよびフローリアンと共通の1.5 / 1.6Lエンジンへと変更された。型式は前期型がKR80型、後期型の1.5LモデルがKR85型、1.6LモデルがKR86型となる。
当初の定員は4名で、KR85型から前席2名、後席3名ずつの向かい合わせのシートを持つ8人乗りが追加された。2名乗車の場合の最大積載量は400kgである。
当初はフロントウィンドシールドを前に倒すことで、完全なオープンカーとなったが、その後の保安基準改正により許可されなくなった。
一見ジープ風ではあるが四輪駆動ではなく、レジャーユースや、若者向けの都会的でファッショナブルなマルチパーパスカー（現代におけるクロスオーバーSUVに近い）というのがコンセプトであった。同様のコンセプトは後年のミューや、フランス車のシトロエン・メアリやマトラ・シムカ・ランチョにもみられる。
しかし、当時の日本国内市場においてこのコンセプトは時期尚早で、見栄えの面からも消費者の共感を得ることはできず、その販売台数は非常に少ないものであった。いすゞにおける本来の多目的4WD車は、1978年（昭和53年）発表のファスターロデオ4WDと、1981年（昭和56年）発表のロデオビッグホーンの登場を待つこととなる。